# Mariupol'
Mariupol' (in ucraino Маріу́поль?; in russo Мариу́поль?; in italiano anche Mariopoli, desueto, nel XVI secolo — posto di guardia Domcha, nel 1778-1779 — Pavlovs'k, nel 1948-1989 — Ždanov) è una città dell'Ucraina sudorientale nella regione della Priazovia, situata nell'oblast' di Donec'k e capoluogo dell'omonimo distretto. Ospita l'amministrazione della comunità territoriale di Mariupol', una delle comunità territoriali dell'Ucraina. Nel 2022 aveva una popolazione di 425 681 abitanti.
Mariupol' dal maggio 2022 è de facto parte della Repubblica Popolare di Doneck, entità successivamente inglobata dalla Russia.
Al censimento del 2001 era la seconda città dell'oblast' e la decima del Paese per popolazione. La città si trova sulla costa settentrionale del Mar d'Azov alle foci del fiume Kal'mius. La città è tradizionalmente russofona, mentre a livello etnico la popolazione è divisa equamente fra russi e ucraini. Mariupol' è una grande città industriale, sede di kombinat siderurgici, metallurgici e metalmeccanici tra i più importanti dell'Ucraina, costruiti negli anni dell'Unione Sovietica.
Nel 2022, durante l'invasione russa dell'Ucraina, la città, difesa da numerosi reparti scelti dell'esercito ucraino, tra cui il Reggimento Azov, fu prima circondata e poi attaccata dalle truppe dell'esercito russo e dalle milizie della Repubblica Popolare di Doneck, divenendo teatro di una violenta battaglia prolungatasi per quasi tre mesi, a causa della quale subì gravissimi danni e perse buona parte della sua popolazione. Il 20 maggio 2022, gli ultimi soldati ucraini resistenti si arresero ai russi e ai filorussi, che completarono così la conquista della città.

## Geografia fisica
Sorge presso la foce del fiume Kal'mius sulle sponde del Mar d'Azov, sul quale si affaccia con un importante porto collegato alla città da un canale navigabile.

## Origini del nome
Il toponimo Mariupol' fu coniato da alcuni immigrati greci provenienti dalla Crimea, in particolare dalle città di Jevpatorija, Balaklava, Bachčisaraj, Karasubazar e Feodosia, ridislocati alle foci del Kal'mius nei pressi di Pavlovs'k. Il nome, inizialmente attestato come Mariampol', potrebbe derivare dal villaggio di Mar'jam nei pressi di Bachčisaraj o essere stato scelto in onore di Marija Fëdorovna, moglie dell'allora principe ereditario Paolo.

## Storia

### Fondazione
La città fu fondata nel 1778 col nome di Pavlovs'k in un'area precedentemente abitata dai cosacchi ma già nel 1779 assunse il nome di Mariuopolis, Marianoupolis o Mariampol'. L'insediamento crebbe fortemente nel 1780 con l'arrivo di alcuni greci emigrati dalla Crimea.
Nel 1882 fu collegata per ferrovia al bacino del Donez, ricco di ferro e carbone, quindi il porto divenne il più importante del Mar d'Azov.

### Seconda guerra mondiale e occupazione dei tedeschi
Durante la seconda guerra mondiale, il 17 ottobre 1941, nel quadro dell'operazione Barbarossa, venne occupata dalla 1. Panzerarmee del generale Ewald von Kleist che avanzava verso Rostov sul Don.
Dopo quasi due anni di occupazione tedesca, venne liberata dall'Armata Rossa il 10 settembre 1943 nel corso dell'offensiva del Donbass; i soldati sovietici che liberarono la città appartenevano al "Fronte Meridionale" del generale Fëdor Tolbuchin.
Nel 1948 fu ribattezzata Ždanov, in onore di Andrej Aleksandrovič Ždanov, ma riprese il nome originale nel 1989.

### Ruolo nell'industrializzazione Ucraina
Importante centro nel commercio del grano, nella produzione di acciaio e nell'ingegneria pesante, Mariupol' ebbe un ruolo centrale nell'industrializzazione dell'Ucraina.
A Mariupol' sorgono infatti tre fabbriche metallurgiche e metalmeccaniche giganti create o potenziate in epoca sovietica a partire dal primo piano quinquennale degli anni trenta del XX secolo; da nord a sud si trovano il Kombinat metallurgico di Mariupol "Ìllìč", secondo produttore di acciaio dell'Ucraina, l'officina metalmeccanica Azovmaš, primo produttore ucraino di materiale ferroviario, macchine pesanti, attrezzature industriali, e l'acciaieria Azovstal', il terzo produttore di acciaio ucraino, che si estende fino alla costa del Mar d'Azov.
Si tratta di enormi impianti che davano lavoro ognuna, prima della guerra russo-ucraina, a oltre 10.000 operai, estese su grandi spazi e caratterizzati da officine meccaniche, tubazioni, macchinari pesanti, altoforni, fornaci, strutture sotterranee e gallerie, vie stradali e ferroviarie interne.

### Annessione della Crimea da parte della Federazione Russa
Dopo l'annessione della Crimea alla Russia e l'inizio della guerra del Donbass nel febbraio 2014 la città è stata inizialmente occupata dalle milizie filorusse. Nello stesso anno però rientrò nel territorio dell'autoproclamata Repubblica Popolare di Doneck, venendo rapidamente riconquistata dall'esercito ucraino nel mese di giugno, con il concorso decisivo dei soldati del Reggimento Azov, e designata temporaneamente come capoluogo dell'oblast', poi trasferito a Kramators'k. Ulteriori scontri si sono verificati a settembre e si sono conclusi col cessate il fuoco sancito dal protocollo di Minsk. A gennaio 2015 si è verificato un bombardamento, attribuito dal governo ucraino e dalla missione speciale dell'OSCE ai miliziani della Repubblica Popolare di Doneck. Nei primi mesi del 2015 è stata formata una nuova unità dell'esercito ucraino dedicata alla città: la 56ª Brigata motorizzata "Mariupol".
Fino al 18 luglio 2020 Mariupol' era classificata come città di rilevanza regionale, costituiva un comune autonomo e non apparteneva a nessun distretto. Nell'ambito della riforma amministrativa dell'Ucraina, che ha ridotto a otto il numero dei distretti dell'oblast' di Donec'k, la città è entrata a far parte del distretto di Mariupol' di nuova costituzione.

### Guerra russo-ucraina
Nel 2022 si è combattuta la sanguinosa battaglia di Mariupol' nel quadro dell'invasione russa dell'Ucraina nel 2022; la città è diventata un obiettivo strategico per le forze russe e filo-russe e dal 25 febbraio 2022 (ovvero il giorno dopo l'inizio della guerra fra Russia e Ucraina), venne progressivamente accerchiata da nord, da est e da ovest; all'inizio di marzo 2022 ebbero quindi inizio gli scontri nelle periferie della città che progressivamente si estesero verso il centro urbano.
Il 21 aprile 2022 l'Esercito russo e le milizie filorusse completarono, dopo sfibranti e sanguinosi combattimenti urbani che costarono grandi distruzione alle aree abitate e pesanti perdite anche tra i civili, la conquista della città, con l'eccezione della zona del complesso industriale di Azovstal', dove trovarono riparo le superstiti forze ucraine, tra cui i reparti del Reggimento Azov.
Dopo altre settimane di pesanti bombardamenti e duri combattimenti fra le forze russe e ucraine nell'impianto dell'acciaieria, dal 16 al 20 maggio 2022 i militari ucraini superstiti, compresi i soldati del Reggimento Azov, hanno cessato la resistenza e si sono arresi; di conseguenza la città è stata totalmente occupata da parte della Russia verso fine maggio.

### Mariupol' come città russa
Nel mese di luglio 2022, l’esercito russo ha iniziato la ricostruzione di alcuni palazzi distrutti durante la battaglia di Mariupol.

## Monumenti e luoghi d'interesse

### Architetture civili
- Teatro d'arte drammatica di Mariupol'
- Torre Vecchia
- Museo delle tradizioni locali di Mariupol'
- Casa della ninfa piangente
- Ex Hotel Continental a Mariupol'
- Gymnasium Alexandrinum

### Chiese
Mariupol si chiama "Città di Maria", dal 1779, e aveva tante chiese dedicate a Maria. Nella Chiesa dell'Assunzione di Maria, distrutta nel 1936, si trovava l’icona della Madre di Dio di Mariupol’ (Bakhcysaray). Anche la Chiesa di Santa Maria Maddalena, costruita tra il 1880 e il 1887, fu distrutta nel 1936.
La prima chiesa di Santa Maria Maddalena fu demolita per costruire la cappella dello zarevič di Russia sul sito della chiesa distrutta. Lo zar Alessandro III di Russia fece costruire la cappella per commemorare suo figlio zarevic di Russia. Fu consacrato il 5 maggio 1895, ma demolito nel 1934, dallo stato sovietico.
Nel 1860 gli italiani - cattolici - progettarono e costruirono a loro spese la Chiesa cattolica, detta "la chiesa degli Italiani". Gli italiani a Mariupol' erano commercianti di grano, che esportavano il grano e importavano agrumi e spezie. La Chiesa cattolica fu distrutta nel 1936.
La chiesa dei Santi Costantino ed Elena, costruita tra il 1903 e il 1911, fu distrutta nel 1936. Era una chiesa dedicata a Costantino e sua madre Elena come benefattori della chiesa a Mariupol'. La chiesa venne edificata su progetto dell'architetto Viktor Aleksandrovič Nil'sen.
La cattedrale di San Caralampo costruita tra il 1823 e il 1845, fu distrutta nel 1934.
L'ex cattedrale di San Caralampo completata nel 1782 e distrutta nel 1936.
Nella chiesa della Natività della Vergine fu battezzato il pittore Archip Ivanovič Kuindži e lì si sposò nel 1875 con Vera Leont'evna Kečedži-Šapovalova, la figlia di un ricco commerciante di Mariupol'.
Nuovi edifici:
- La cattedrale di San Nicola, costruita tra il 1989 e il 1991 sul progetto degli architetti A. D. Kljuėv & N. J. Erenburg (russo: А. Д. Клюєв & Н. Ю. Еренбург) ed artista Sergej Alekseevič Barannik (* 21.11.1952).[40]
- La cattedrale di San Michele, costruita tra il 1996 e il 1998 sul progetto degli architetti V. N. Konstantinov, L. ;N. Kuz'minkov (russo: В. Н. Константинов, Л. Н. Кузьминков)[41][42]
- La cattedrale di San Giorgio, costruita nel 2005
- La cattedrale dell'Intercessione della Vergine, costruita tra il 2007 ed il 2020 sul progetto dell'architetto Stanislaw Stolov (russo: Станислав Столов)[43][44][45]

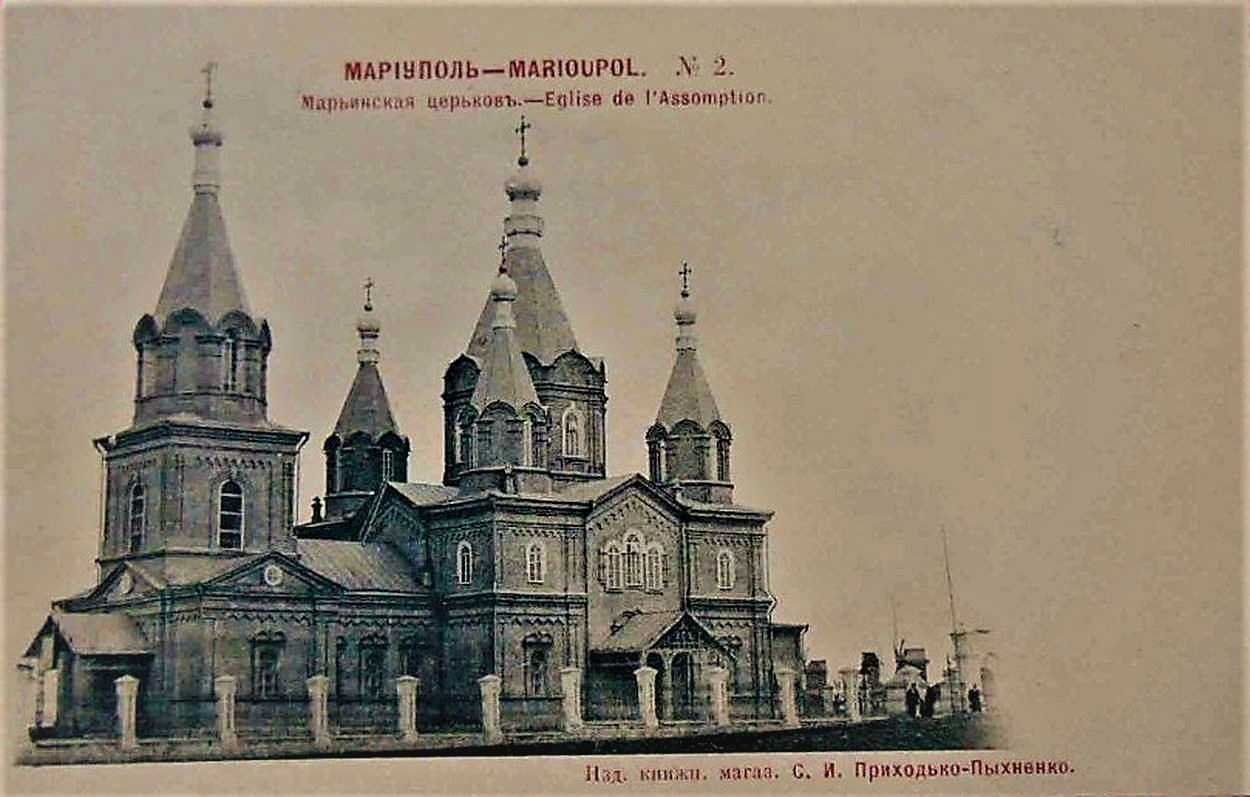
Chiesa dell'Assunzione
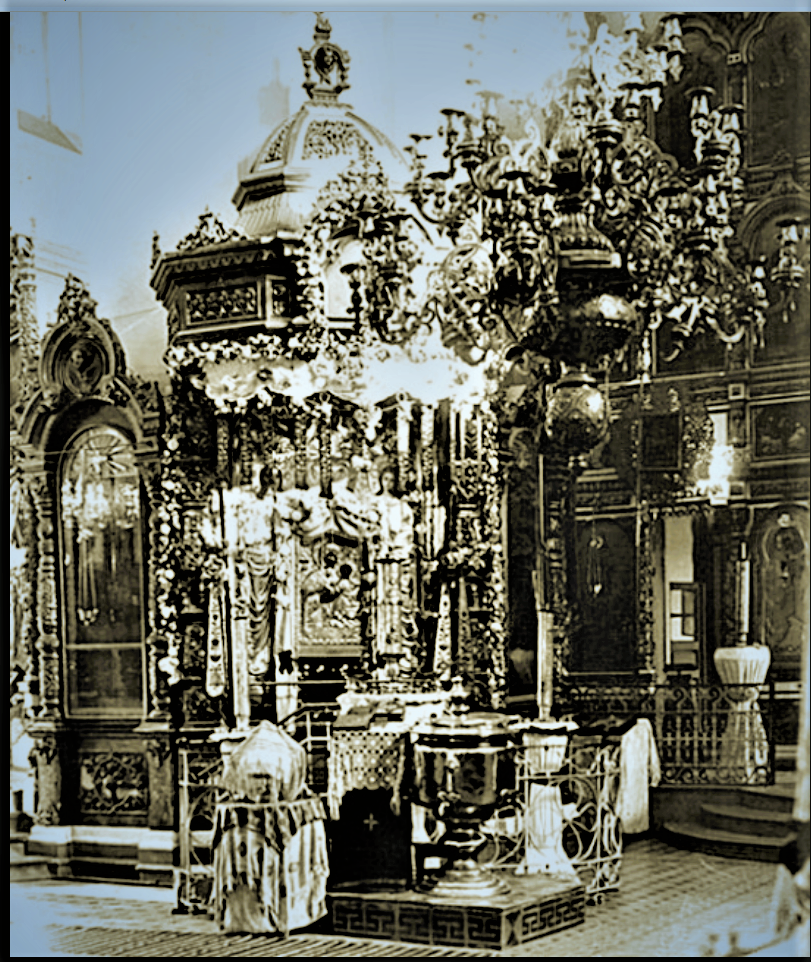
Chiesa dell'Assunzione, l'interno
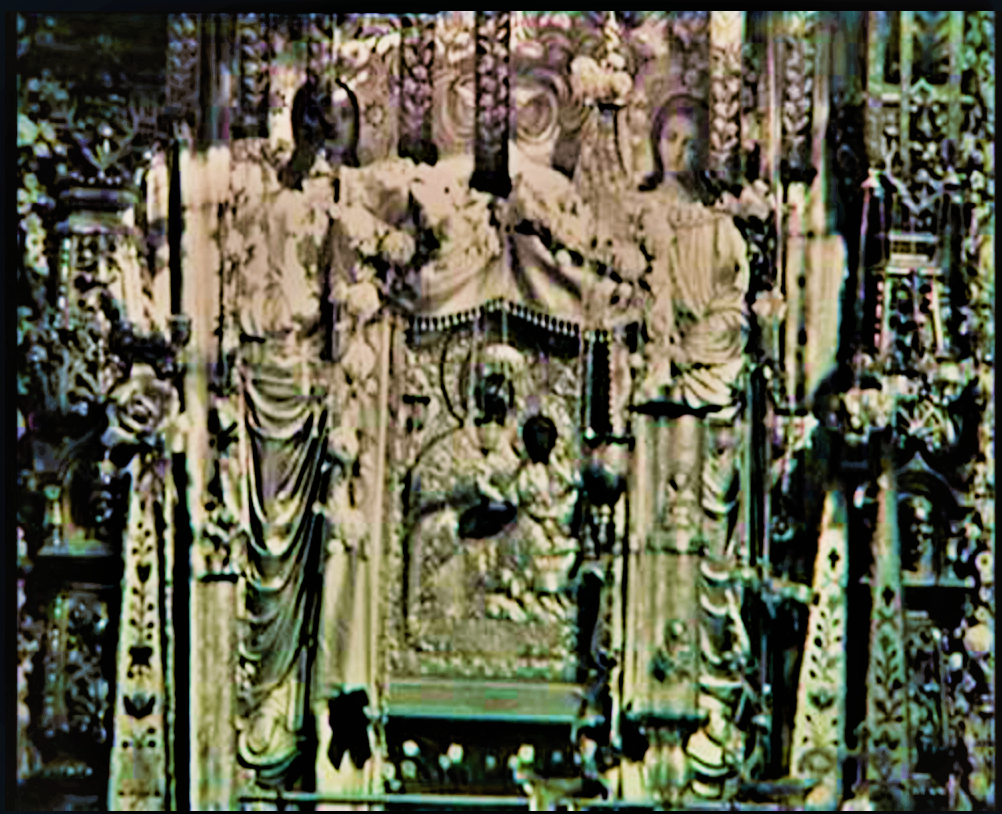
L'icona miracolosa della Madre di Dio di Mariupol'
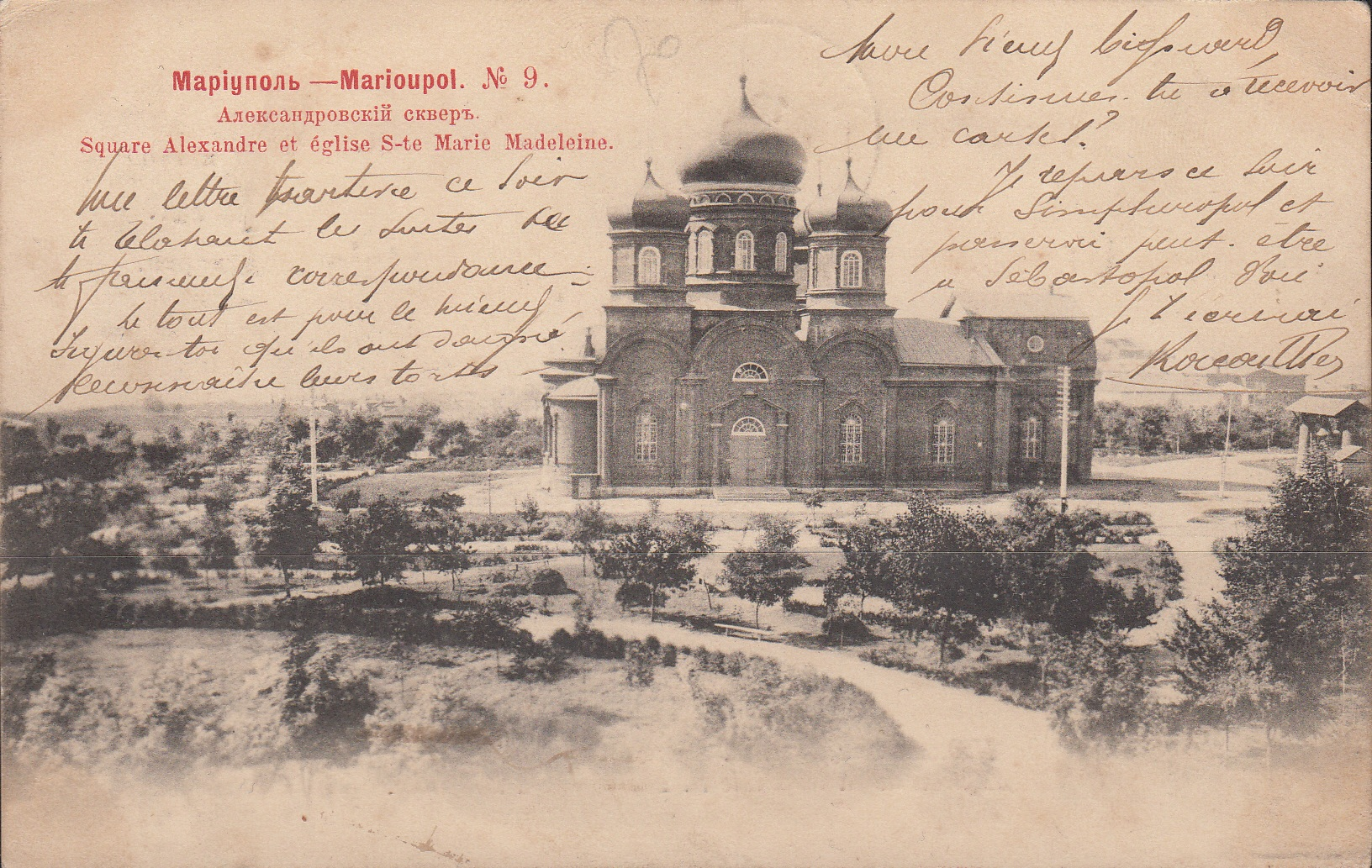
Chiesa di Santa Maria Maddalena
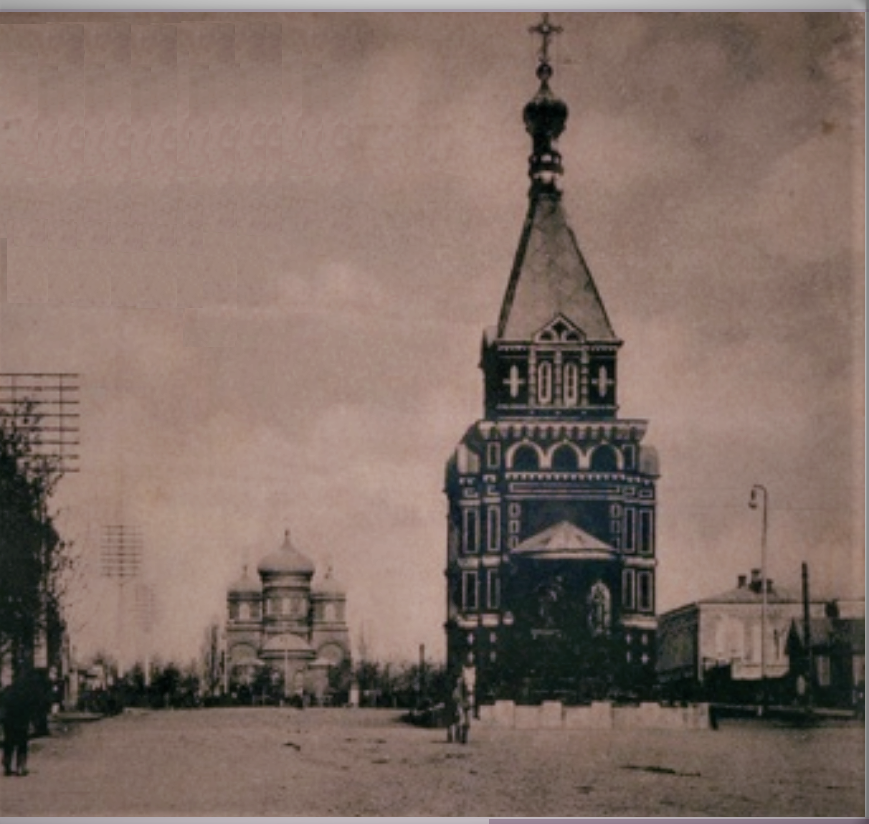
Cappella dello zarevič di Russia
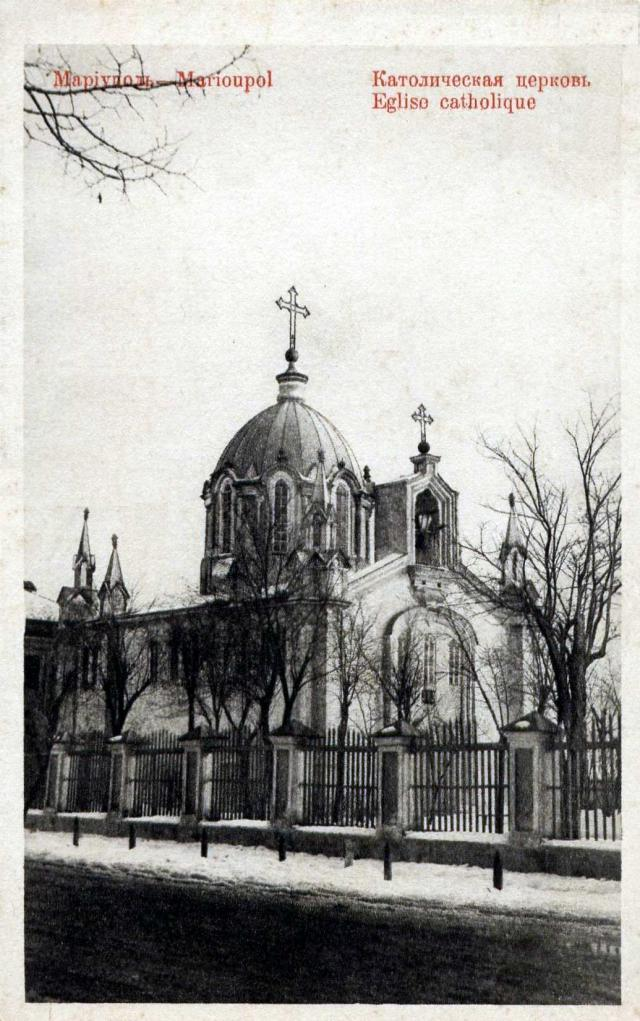
Chiesa cattolica italiana
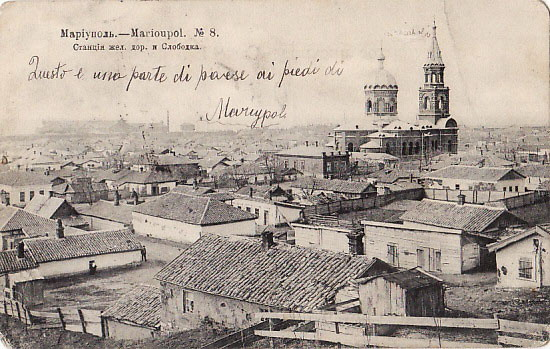
Chiesa dei Santi Costantino ed Elena
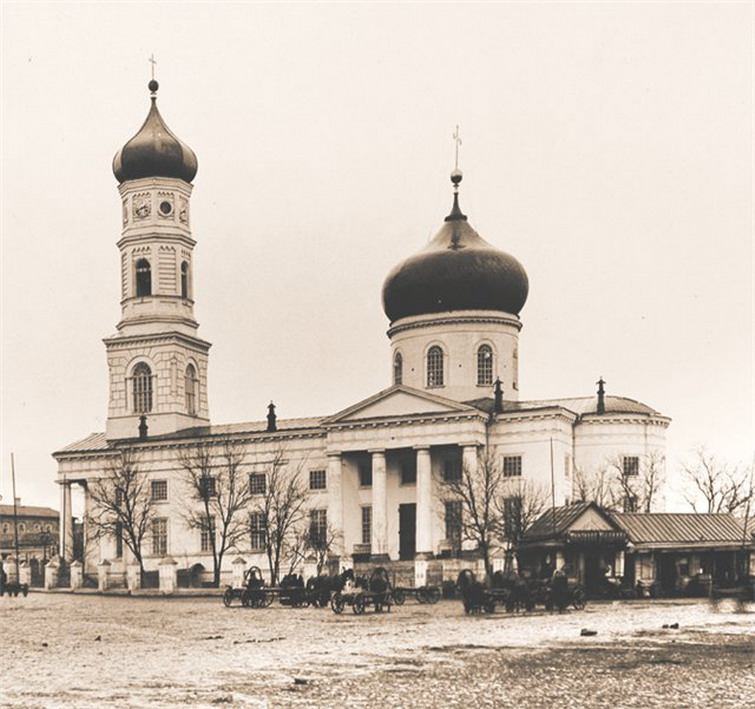
Cattedrale di San Caralampo
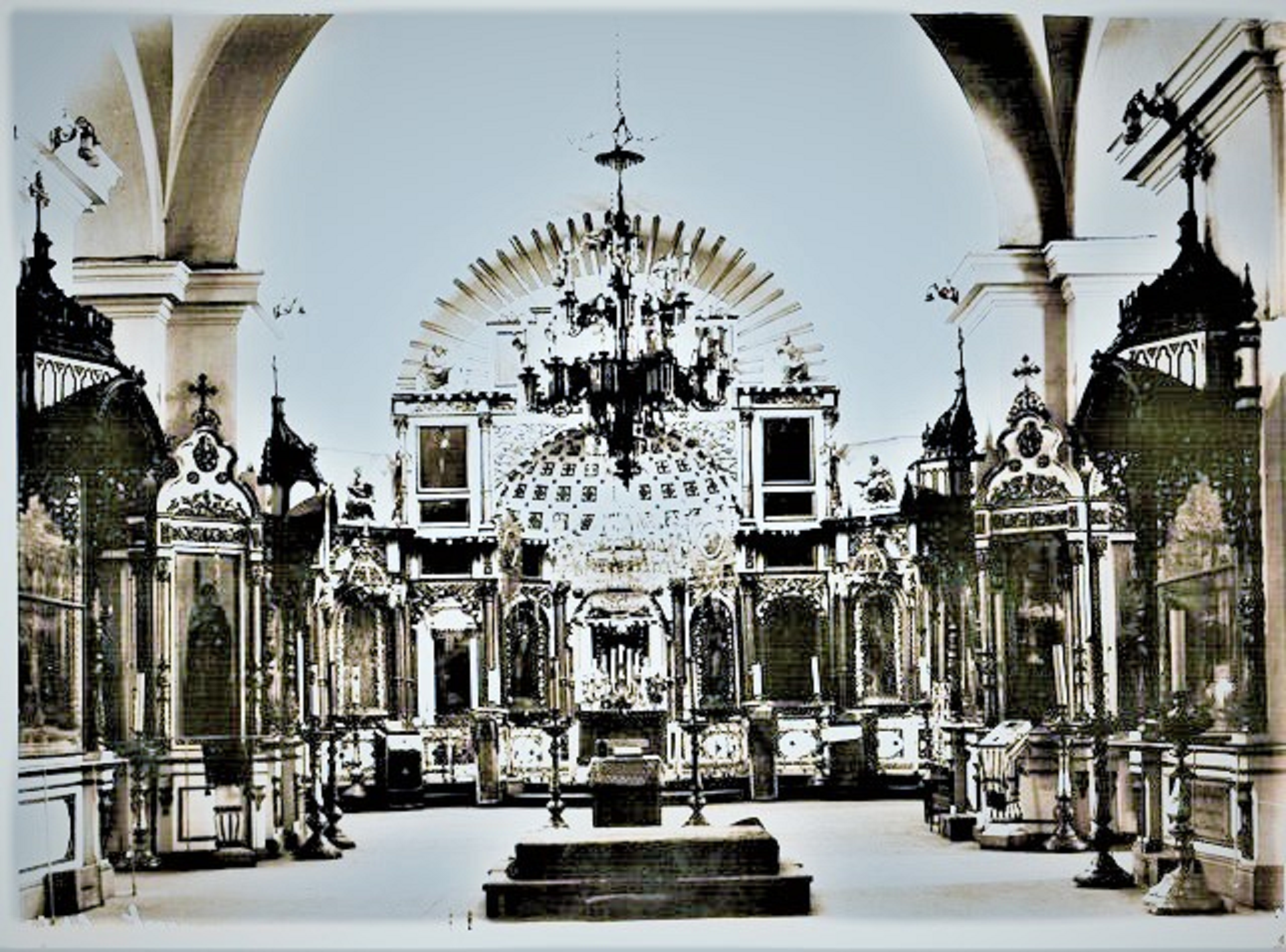
Cattedrale di San Caralampo, l'interno
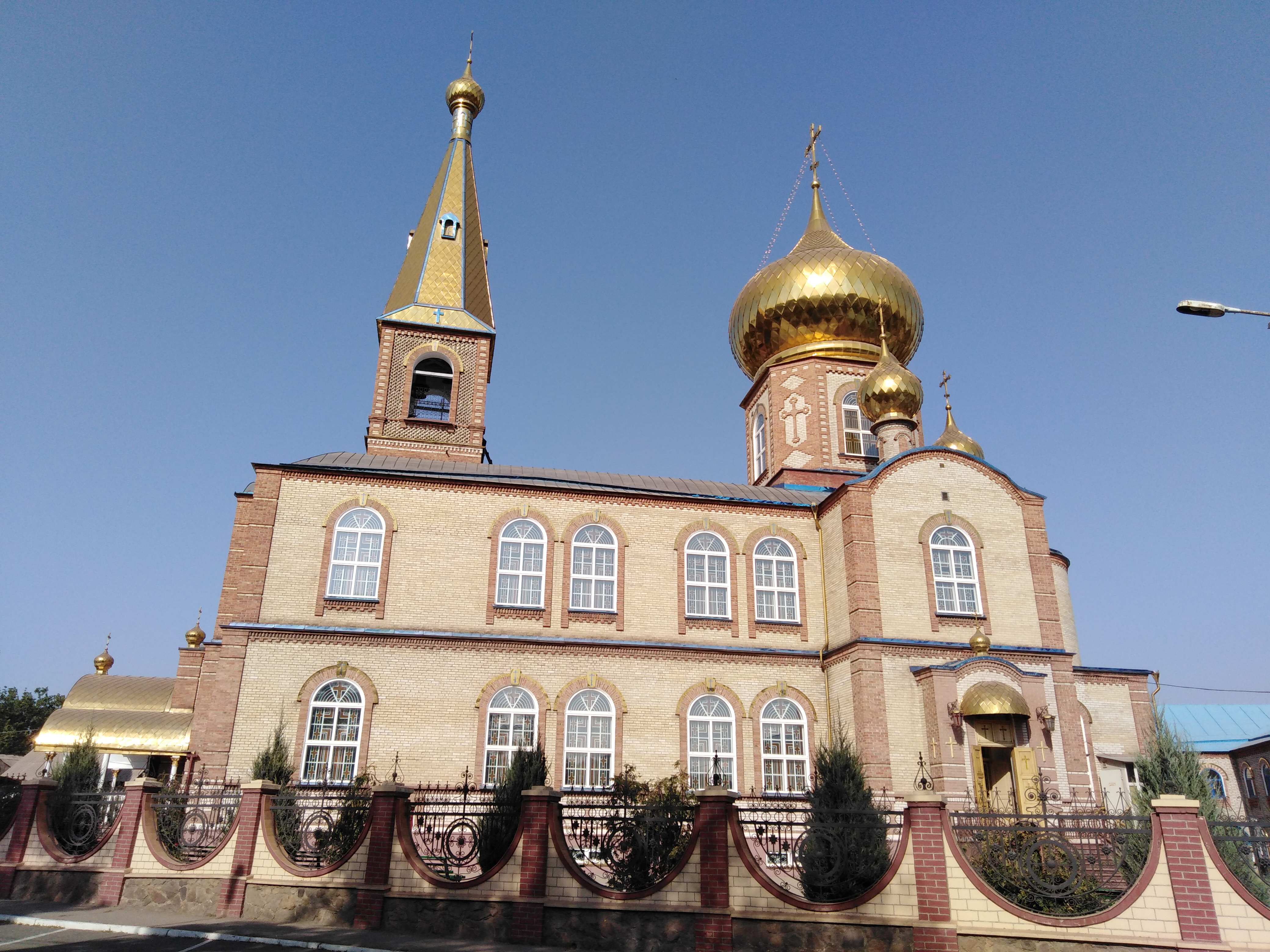
Cattedrale di San Nicola
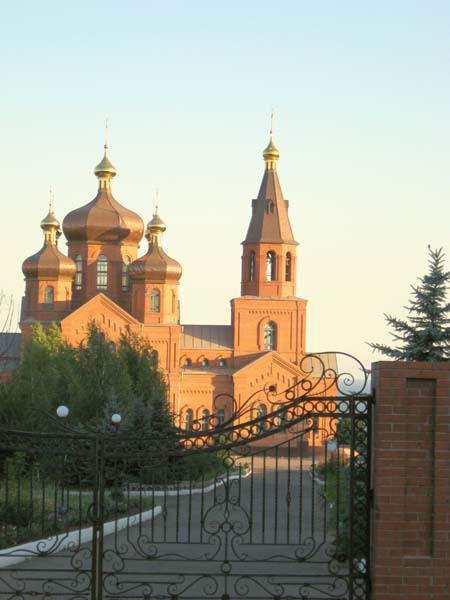
Cattedrale di San Michele
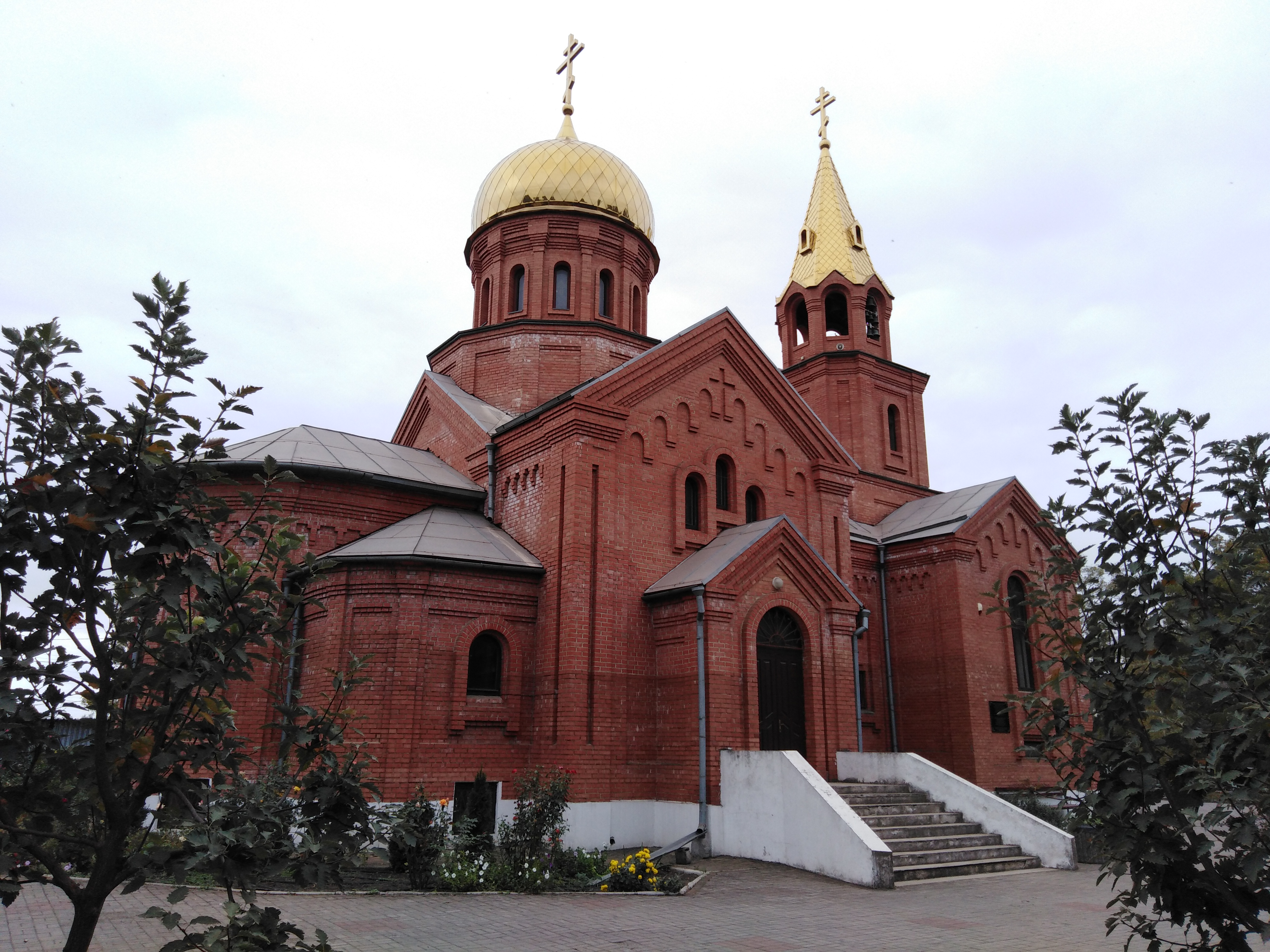
Chiesa San Giorgio
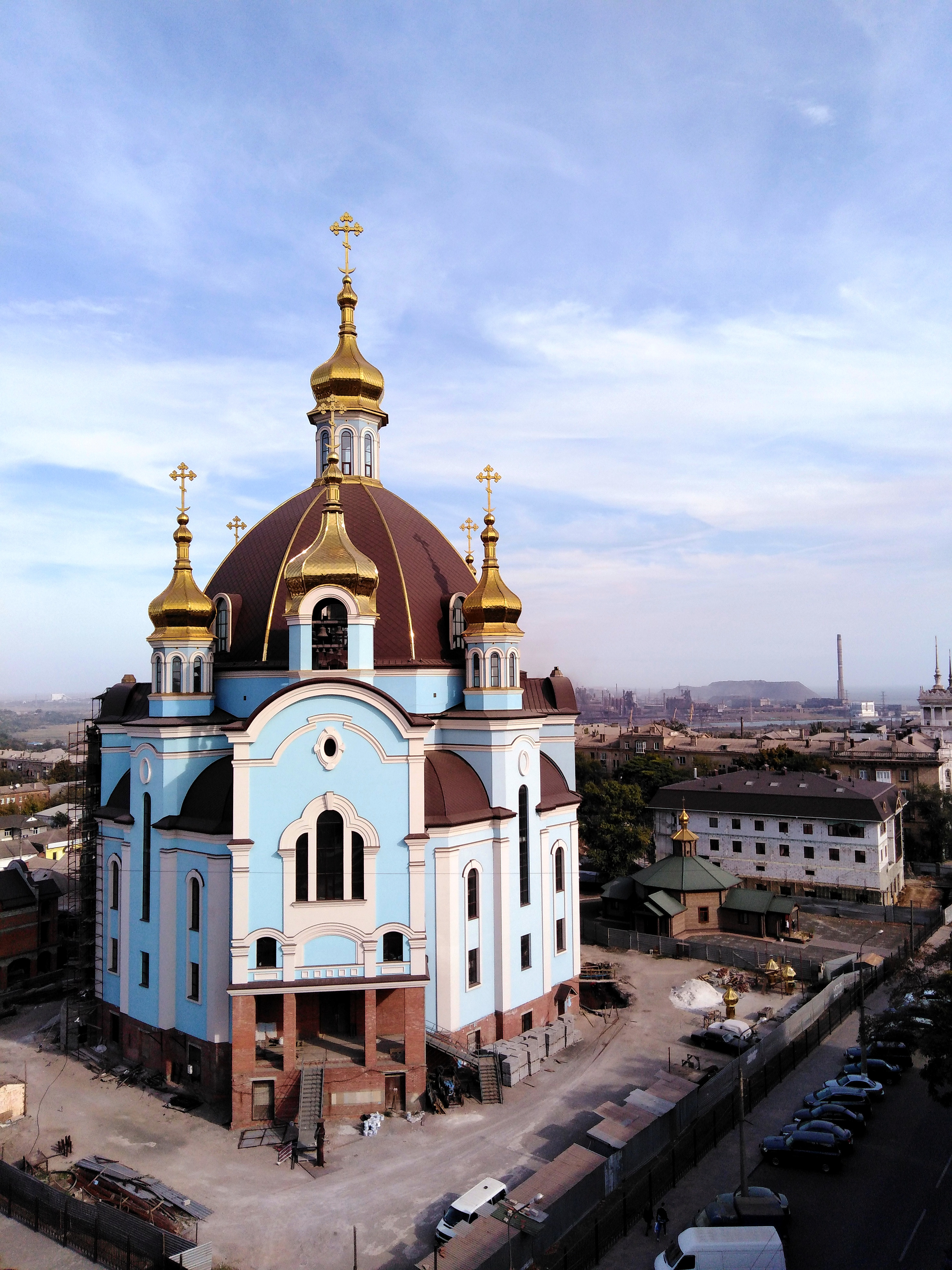
Cattedrale della protezione della Vergine Santa

## Società

### Evoluzione demografica
Al censimento del 2001 la città contava 492 176 abitanti. Le stime del 2014, invece, hanno registrato un calo sensibile con la popolazione pari a meno di 460 000 persone. Ancora in diminuzione gli abitanti nel 2021 pari a 431.859.

## Cultura
Nella città hanno sede l'Università statale di Mariupol' "A. I. Kuindži" e l'Università tecnica statale della Priazovia.
Il principale teatro cittadino, il teatro d'arte drammatica di Mariupol', fondato nel 1878 (risultando così il più antico della regione) è stato in gran parte distrutto da un bombardamento aereo il 16 marzo 2022 durante l'Invasione russa dell'Ucraina. Le autorità italiane hanno promesso alle autorità ucraine di partecipare concretamente al restauro del teatro d'arte drammatica dopo l'auspicata liberazione della città e la fine della guerra.

## Lingua
La città è in gran parte e tradizionalmente russofona, mentre etnicamente la popolazione è divisa equamente tra ucraini e russi. C'è anche una significativa minoranza etnica greca in città.
Nel 2002, gli ucraini etnici costituivano la percentuale maggiore (48,7%), ma meno della metà della popolazione; la seconda maggiore etnia era quella russa (44,4%). Un sondaggio del giugno-luglio 2017 ha indicato che gli ucraini erano cresciuti al 59% della popolazione di Mariupol' e la quota russa era scesa al 33%.
La città ospita la più grande popolazione di greci in Ucraina (Greci di Priazov'e) a 21.900, con altri 31.400 nelle sei aree rurali vicine, per un totale di circa il 70% della popolazione greca della zona e il 60% per il paese.
La maggior parte dei villaggi di lingua greca della regione parlano un dialetto chiamato Rumeíka, cioè un ramo del greco pontico. Circa 17 villaggi parlano oggi questa lingua. Gli studiosi moderni distinguono cinque sottodialetti del Rumeíka secondo la loro somiglianza con il greco moderno.

## Geografia antropica

### Suddivisioni amministrative
Mariupol' è divisa in quattro divisioni amministrative, chiamate "raioni":
- Raion Il'ičivskij (già Vladimir Il'ič Lenin) è la zona settentrionale della città, la più ampia e la più industrializzata delle quattro zone. È comunemente nota come il Zavod ("Fabbrica") di Il'ič.
- Raion Ordžonikidzivskij (già Sergo Ordžonikidze) è la parte orientale della città, situata sulla riva sinistra del fiume Kal'mius. Comunemente chiamata la "Riva Sinistra".
- Raion Prymorskij è l'area meridionale della città e costeggia il Mar d'Azov. Il nome comune della parte centrale di questo quartiere è "il Porto".
- Raion Žovtnevij (in russo: Oktjabr'skij, già Rivoluzione d'ottobre) è il raion centrale. Il suo nome comune è "il Centro" o "la City".

Il fiume Kal'mius separa il raion Ordžonikidzivskij dai rimanenti tre raion. La popolazione è maggiormente concentrata nei raion Žovtnevij e Prymorskij. Il raion Il'ičivskij ospita la grande acciaieria Il'ič e lo stabilimento di produzione Azovmaš. La Ordžonikidzivskij era sede della consociata metallurgica Azovstal' e dell'impianto Koksohim. Gli insediamenti di Stary Krym e Sartana si trovano nelle immediate vicinanze dei confini della città.

## Economia
L'economia locale si fonda sull'industria mineraria, fiorente sin dagli ultimi decenni dell'Ottocento. Importante era anche l'industria siderurgica,  metallurgica e metalmeccanica, in particolare con i tre stabilimenti giganti: Azovstal', acciaieria situata alla foce del fiume Kal'mius, "Illič", lo stabilimento metallurgico più grande della città, situato nei quartieri orientali, e Azovmaš, grande fabbrica di produzioni meccaniche pesanti, ubicata a sud delle officine Illič.

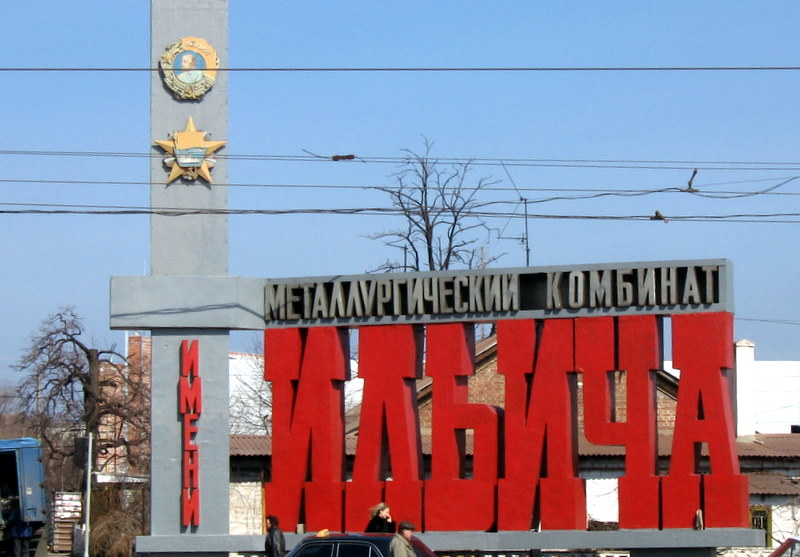
Il Kombinat metallurgico "Illič"
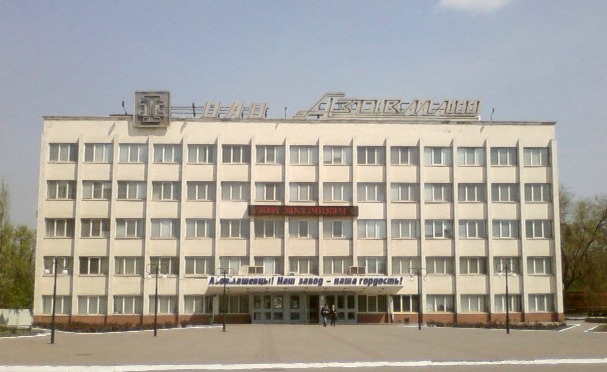
L'officina meccanica Azovmaš
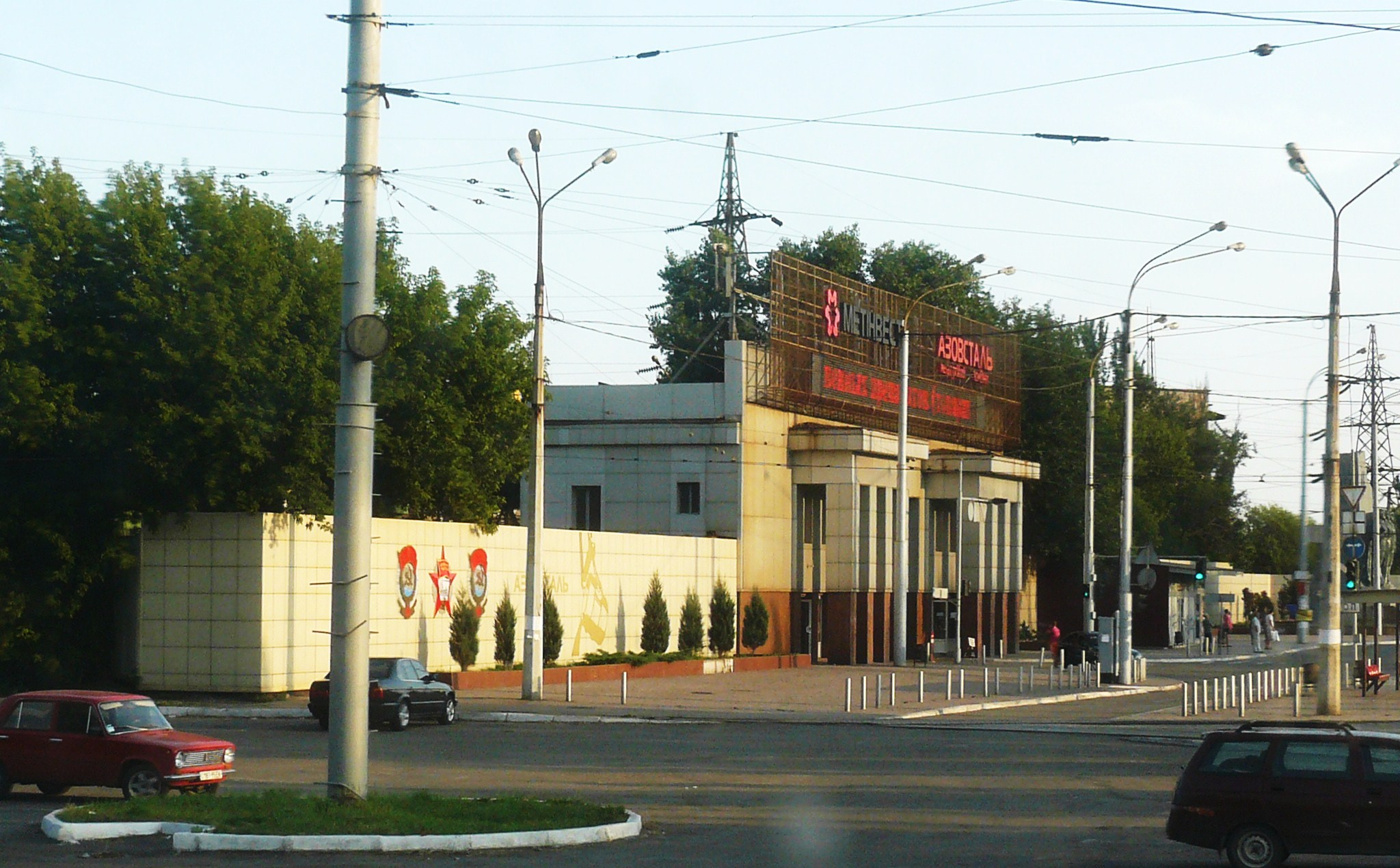
L'acciaieria Azovstal'

## Infrastrutture e trasporti
Mariupol' dispone di mezzi di trasporto inclusi autobus, filobus, tram e taxi a tratta fissa. La città è collegata da ferrovie, un porto marittimo e l'aeroporto ad altri paesi e città.

### Strade ed aeroporti
È presente un'autostazione interurbana (con corse verso Taganrog, Rostov sul Don, Krasnodar, Kiev, Odessa, Jalta, Dnipro, ecc.) e un'autostazione suburbana (con percorsi principalmente verso Peršotravnevy, Volodars'kyj e le aree dell'oblast' di Donec'k).

### Ferrovie

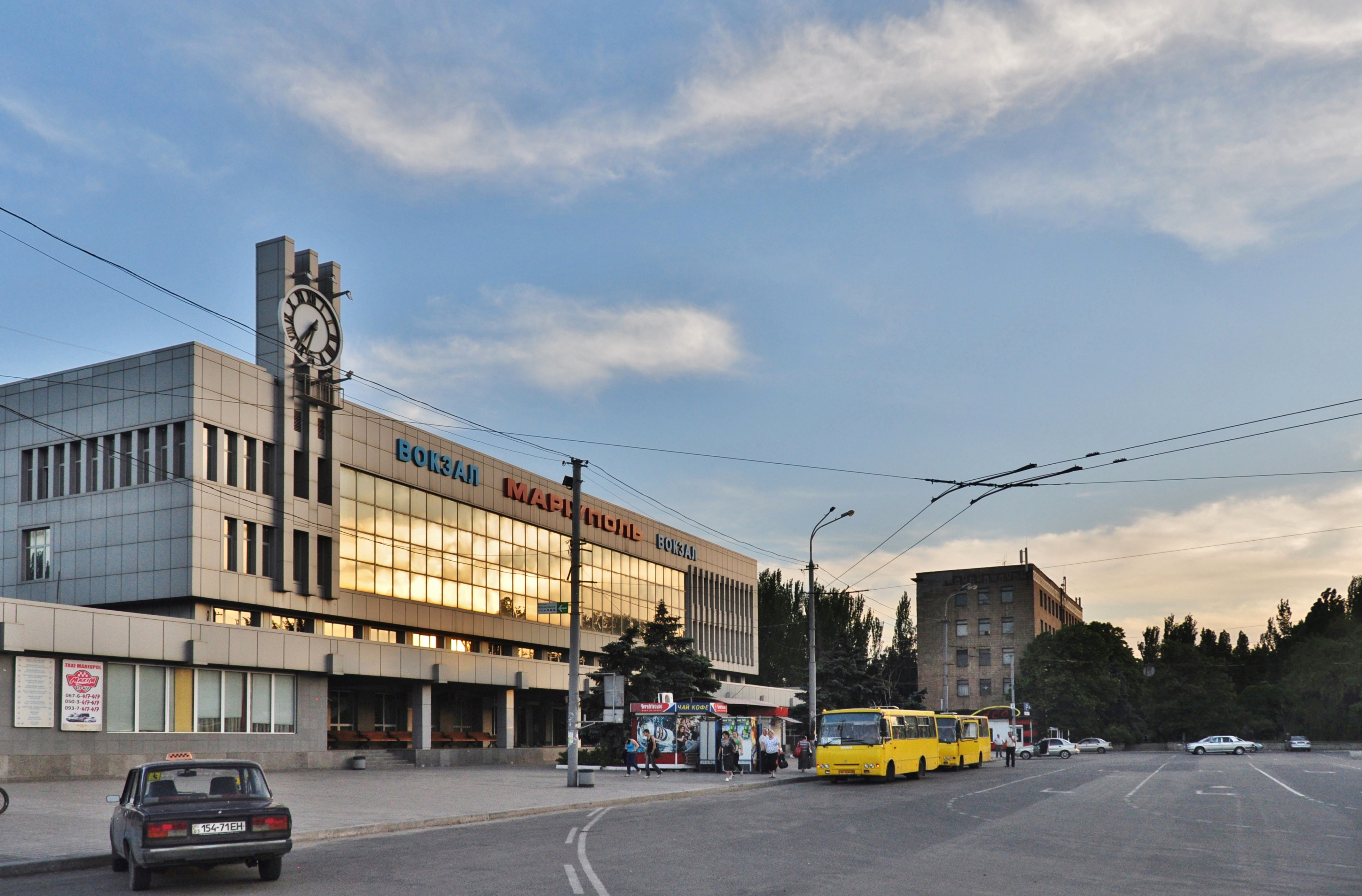
Stazione di Mariupol'

Mariupol' è collegata alla ferrovia del Donbass tramite l'omonima stazione ferroviaria (con destinazioni verso Mosca, Kiev, Leopoli, San Pietroburgo, Minsk, Brjansk, Voronež, Charkiv, Poltava, Slavjansk-na-Kubani).

### Porti
- Porto di Mariupol', importante scalo marittimo sul Mar d'Azov.

### Mobilità urbana

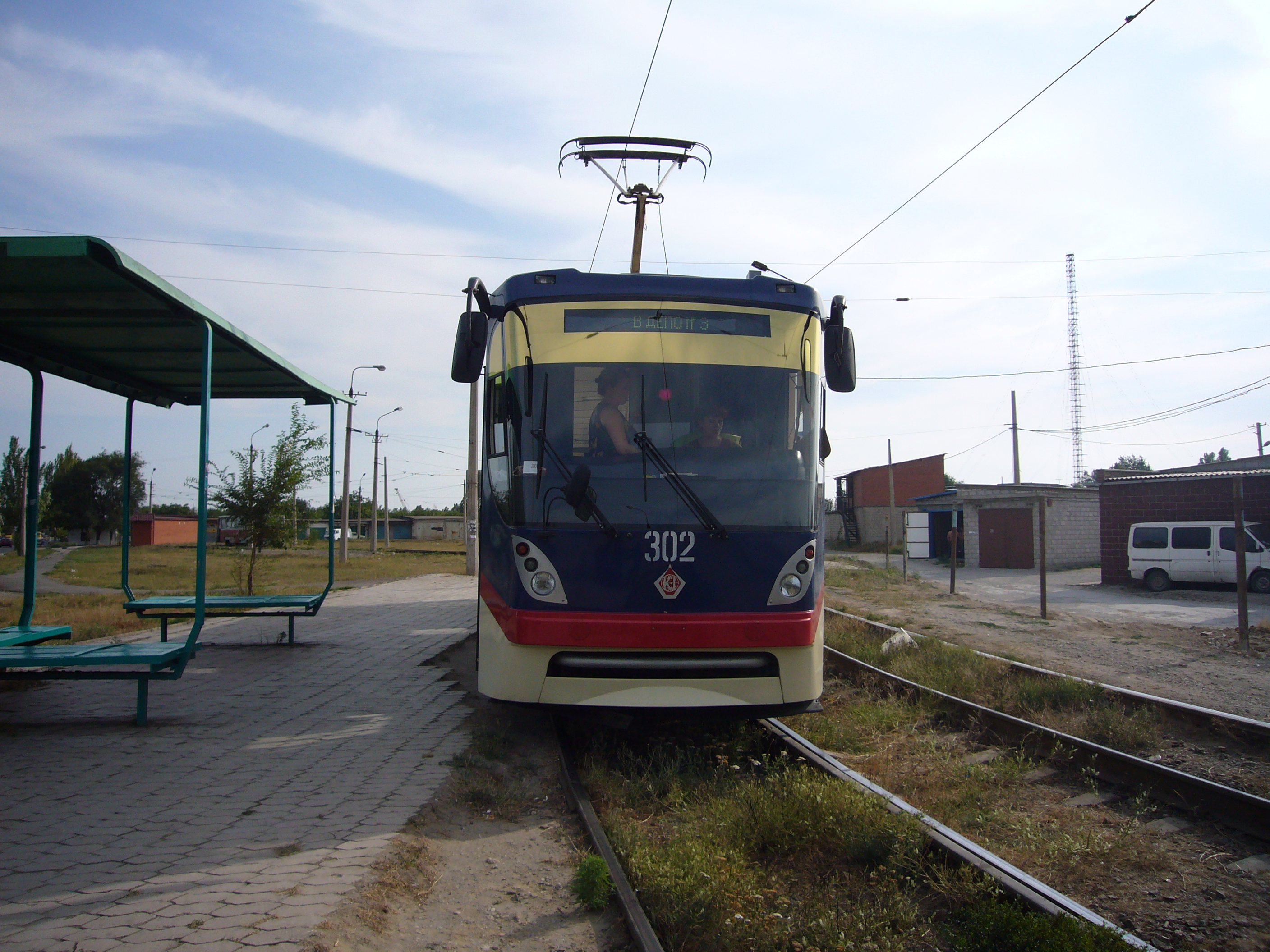
Un Tram K-1 sulla linea 2

La rete tranviaria di Mariupol' è organizzata con una rete di 12 linee tranviarie. A questa si affiancano 14 linee di filobus e una rete di bus costituita principalmente di minibus.

## Amministrazione

### Gemellaggi
- Nar'jan-Mar
- Savona[48]

## Sport
Il club calcistico cittadino è il Mariupol', che ha militato in Prem"jer-liha, la massima serie ucraina; la squadra di pallacanestro è l'Azovmaš Mariupol'.